# 费内斯特雷莱
费内斯特雷莱（意大利语：Fenestrelle），是意大利北部皮埃蒙特大区都灵省的一个市镇。总面积49.2平方公里，总人口571，人口密度11.6人/平方公里（2010年12月31日）。